# Eduard Gamper

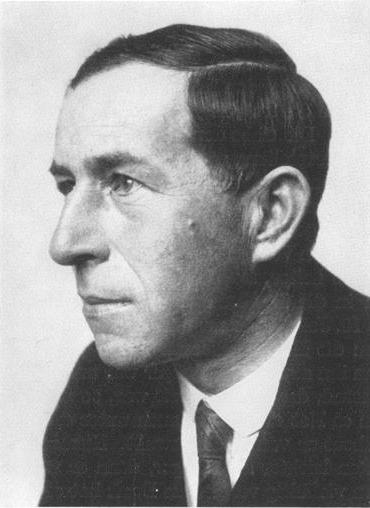
Eduard Gamper

Eduard Gamper (ur. 23 czerwca 1887 w Kappl, zm. 20 kwietnia 1938 w Walchensee) – niemiecki lekarz psychiatra.

## Życiorys
Studiował na Uniwersytecie w Innsbrucku, w 1911 roku ukończył studia i rozpoczął specjalizację z psychiatrii u Carla Mayera w Innsbrucku. W 1920 roku habilitował się w dziedzinie psychiatrii i neurologii. W 1925 roku na stypendium Rockefellera u Spielmeyera w Monachium. Od 1930 profesor zwyczajny psychiatrii na Uniwersytecie w Pradze. W roku akademickim 1935/1936 był dziekanem wydziału medycznego tej uczelni. Zginął wraz z żoną w wypadku samochodowym 20 kwietnia 1938 roku w Walchensee.